# 埃沙赫
埃沙赫是德国巴登-符腾堡州的一个市镇。总面积20.27平方公里，总人口1798人，其中男性911人，女性887人（2011年12月31日），人口密度89人/平方公里。